# Edita Vilkevičiūtė
Edita Vilkevičiūtė (Kaunas, 1 januari 1989) is een Litouws model.

## Carrière
Vilkeviciute is sinds haar 16e actief in de modellenwereld, met zowel opdrachtgevers in de commercie als de high fashion.
Ze heeft o.a. advertentiecampagnes gedaan voor Giuseppe Zanotti, Versace (parfum), Dolce & Gabanna, Calvin Klein (sinds 2009 een vaste opdrachtgever), Emporio Armani, Dior Beauty, YSL, Blumarine, Rag & Bone, H&M, Hugo Boss, Tod's, IRO, Manng, Bulgari, Juicy Couture en Esprit. Ze is het gezicht voor de nieuwste geur van Viktor & Rolf, BonBon, waarin het model naakt, enkel bedekt door roze bodypaint, te zien is met een gigantische fles in de vorm van een strik.

## Erkenning
- Models.com heeft Viciute in de top 50 modellen op nummer 14 geplaatst
- op de lijst 'Money Girls' staat ze als 30e
- in de top 'Sexiest Models' staat ze op nummer 13